# المجلس الوطني لشؤون الإعاقة (الفلبين)
المجلس الوطني لشؤون الإعاقة، المعروف سابقاً باسم المجلس الوطني لرعاية الأشخاص ذوي الإعاقة، هو الجهة الحكومية في الفلبين المكلّفة بوضع السياسات وتنسيق أنشطة جميع الوكالات، سواء كانت عامة أو خاصة، فيما يتعلق بقضايا الإعاقة وشؤونها. وبناءً عليه، فإن المجلس هو الجهة الرئيسية المسؤولة عن توجيه مسار تطوير البرامج الخاصة بالأشخاص ذوي الإعاقة وتقديم الخدمات لهذا القطاع.
بموجب الأمر التنفيذي الرئاسي رقم 709 الصادر في 26 شباط 2008، تم إعادة تعريف مهام وهيكل المجلس الوطني لرعاية الأشخاص ذوي الإعاقة وتغيير اسمه إلى "المجلس الوطني لشؤون الإعاقة".
كلّف المجلس الوطني لشؤون الإعاقة بمراقبة تنفيذ عدة قوانين لضمان حماية الحقوق المدنية والسياسية للأشخاص ذوي الإعاقة. تشمل هذه القوانين: القانون الجمهوري رقم 7277، المعروف باسم الميثاق العظيم للأشخاص ذوي الإعاقة، والقانون الوطني رقم 344 أو قانون الوصول، وكذلك القانون الجمهوري رقم 6759 أو قانون العصا البيضاء واتفاقية منظمة العمل الدولية رقم 159 بشأن إعادة تأهيل الأشخاص ذوي الإعاقة مهنياً. وقد تم تكليف المجلس أيضاً، بموجب الإعلان الرئاسي رقم 125، بتنسيق الأنشطة ومراقبة الالتزام بعقد آسيا والمحيط الهادئ للأشخاص ذوي الإعاقة (1993–2002) في الفلبين. صدر الإعلان الرئاسي رقم 125 عن الرئيس فيديل ڤي. راموس في 15 كانون الثاني 1993 لحث كل من الحكومة والجهات الخاصة على تنظيم مشاريع مستندة إلى فئات السياسات المذكورة في جدول أعمال العقد.
كان المجلس الوطني لشؤون الإعاقة مرتبطاً بوزارة الرعاية الاجتماعية والتنمية. إلا أن الرئيسة غلوريا ماكاباغال أرويو أمرت مكتب الرئاسة بتعزيز برامج الحكومة الخاصة برعاية الأشخاص ذوي الإعاقة. وأوضح السكرتير التنفيذي إدواردو إيرميتا أن الرئيسة نفذت عملية النقل من خلال الأمر التنفيذي رقم 676 لمتابعة وتطوير البرامج الحكومية الخاصة بالأشخاص ذوي الإعاقة وتحسين تقديم الخدمات لهذا القطاع.
في 5 نيسان 2011، تم نقل المجلس الوطني لشؤون الإعاقة مرة أخرى إلى وزارة الرعاية الاجتماعية والتنمية بموجب الأمر التنفيذي رقم 33 الصادر عن الرئيس بنيغنو أكينو الثالث. وسيصبح وزير الرعاية الاجتماعية والتنمية رئيساً للمجلس بحكم منصبه.

## التاريخ
استناداً إلى السجلات التاريخية، بدأ اهتمام الحكومة بالأشخاص ذوي الإعاقة في وقت مبكر من عام 1917، كما عبّرت المنظمات غير الحكومية عن اهتمامها بإعادة التأهيل الوطني. في الفترة من 16 إلى 20 كانون الثاني 1978، استضافت البلاد المؤتمر الدولي الثاني بشأن التشريعات المتعلقة بالأشخاص ذوي الإعاقة، والذي نظمته المؤسسة الفلبينية لإعادة تأهيل الأشخاص ذوي الإعاقة، وهي الشريك الوطني لمنظمة التأهيل الدولية. وخلال هذا المؤتمر، وقع الرئيس فرديناند ماركوس المرسوم الرئاسي رقم 1509 الذي أنشأ اللجنة الوطنية لشؤون الأشخاص ذوي الإعاقة. وقد كُلِّفت هذه اللجنة بإعداد واعتماد خطة وطنية طويلة الأمد ومتكاملة لإعادة التأهيل.
منذ تأسيسها في عام 1978، عملت المؤسسة الفلبينية لإعادة تأهيل الأشخاص ذوي الإعاقة كأمانة للجنة الوطنية، لتقديم الدعم لمجلس اللجنة في تنفيذ أهدافه ووظائفه. واستمر هذا الترتيب حتى تم تعديل المرسوم 1509 بموجب المرسوم الرئاسي رقم 1761 في 4 كانون الثاني 1981.
وبعد النجاح الذي تحقق من خلال العمل المهم الذي بدأ خلال السنة الدولية لذوي الاحتياجات الخاصة في عام 1981، تم إعلان عقد الأشخاص ذوي الإعاقة (1981–1991) للمراقبة على المستوى الوطني في 17 كانون الأول 1981، وكانت اللجنة الوطنية هي الجهة الرئيسية المسؤولة.

## الصلاحيات والوظائف
- صياغة السياسات المتعلقة بالوقاية من الإعاقة وإعادة التأهيل من أجل رفاه الأشخاص ذوي الإعاقة.
- صياغة السياسات المتعلقة بالبحث والتطوير في مجالات الصحة والتعليم والعمل والرعاية الاجتماعية الخاصة بالأشخاص ذوي الإعاقة.
- إجراء أبحاث ودراسات مستمرة تتعلق بمواضيع الوقاية من الإعاقة، وإعادة التأهيل، وتكافؤ الفرص للأشخاص ذوي الإعاقة.
- إعداد خطط وطنية طويلة ومتوسطة الأمد متكاملة تتعلق برفاه الأشخاص ذوي الإعاقة.
- إقامة والحفاظ على علاقات وشبكات تعاون مع منظمات محلية ودولية، بما في ذلك المنظمات المعنية بالأشخاص ذوي الإعاقة.
- إجراء تقييمات ومتابعات للبرامج، وتنظيم اجتماعات تشاورية وندوات حول قضايا الوقاية من الإعاقة وإعادة التأهيل.
- اقتراح تشريعات وإطلاق برامج مناصرة لحقوق الأشخاص ذوي الإعاقة.
- تطوير برنامج واسع للمعلومات العامة ونشر الوعي حول الوقاية من الإعاقة، وإعادة التأهيل، والمشاركة الكاملة، وتكافؤ الفرص.
- تقديم تقارير دورية إلى وزير الرعاية الاجتماعية والتنمية حول أنشطة المجلس.
- إنشاء قاعدة بيانات ونظام إحالة خاص بالوقاية من الإعاقة، وإعادة التأهيل، والمشاركة الكاملة، وتكافؤ الفرص.

## الأهداف
- صياغة وترويج السياسات وفقاً للمعايير الوطنية والدولية المعتمدة في مجالات الوقاية من الإعاقة، وإعادة التأهيل، وتكافؤ الفرص للأشخاص ذوي الإعاقة.
- تطوير وترويج ومراجعة الخطة الوطنية الخاصة بالوقاية، وإعادة التأهيل، والمشاركة الكاملة، وتكافؤ الفرص للأشخاص ذوي الإعاقة بشكل منتظم.
- تنسيق ومراقبة وتقييم تنفيذ السياسات والخطط والبرامج.
- الترويج لاحترام حقوق وامتيازات الأشخاص ذوي الإعاقة.

التوجهات العامة لعام 2008
- الحفاظ على التنسيق وتعزيزه مع وحدات الحكومة المحلية والمنظمات غير الحكومية ومنظمات المجتمع المدني وغيرها من الجهات المعنية للحصول على التزامها بتنفيذ البرامج بما يتماشى مع التفويضات الوطنية والدولية الخاصة بالإعاقة؛
- تعزيز ترسيخ برامج إعادة التأهيل المجتمعية، وبيئة غير معيقة، وتكنولوجيا المعلومات والاتصالات القابلة للوصول للأشخاص ذوي الإعاقة كجزء من مبادرات الوصول إلى شبكة الإنترنت في الفلبين، وتنفيذ القانون الجمهوري رقم 9442 المتعلق بتعديل الميثاق العظيم للأشخاص ذوي الإعاقة، وتخصيص نسبة 1% من الميزانية للأشخاص ذوي الإعاقة وكبار السن، وغيرها من التوجهات والقضايا الناشئة المتعلقة بالإعاقة؛
- تقوية اللجان الإقليمية المعنية برفاه الأشخاص ذوي الإعاقة كهيكل للتشاور والتنسيق من خلال تقديم المساعدة الفنية والدعم المالي لربطها بوحدات الحكومة المحلية؛
- تكثيف المناصرة دعماً للبرامج الخاصة بالأشخاص ذوي الإعاقة وغيرها من القضايا ذات الصلة، مثل التعليم، وتطوير المهارات، أو التدريب في مجال تكنولوجيا المعلومات والاتصالات؛
- مراقبة وتقييم تنفيذ الالتزامات الوطنية والدولية المتعلقة بالإعاقة بالتشاور مع الجهات الحكومية والمنظمات غير الحكومية ومنظمات المجتمع المدني ووحدات الحكومة المحلية؛
- تقوية قاعدة البيانات الخاصة بالإعاقة من أجل صياغة السياسات وتطوير البرامج؛
- إجراء مراجعات للسياسات وحوارات تشاورية مع مختلف أصحاب المصلحة وحاملي الحقوق والجهات المسؤولة استعداداً للمشاركة في اتفاقية الأمم المتحدة لحقوق الأشخاص ذوي الإعاقة.

## التوجهات والاتجاهات لعام 2008
1. يحافظ على التنسيق والتشبيك ويعززهما مع وحدات الحكومة المحلية والمنظمات غير الحكومية والمنظمات الشعبية وغيرها من الوكالات المعنية ويحصل على التزامها بتنفيذ البرامج بما يتماشى مع الالتزامات الوطنية والدولية بشأن الإعاقة؛
2. تعزيز إضفاء الطابع المؤسسي على إعادة التأهيل المجتمعي (CBR)، والبيئة غير المعوقة (NHE)، وتكنولوجيا المعلومات والاتصالات التي يمكن الوصول إليها (ICT) للأشخاص ذوي الإعاقة كجزء من مبادرات إمكانية الوصول إلى الويب في الفلبين ، وقانون الجمهورية رقم 9442 أو تعديل الميثاق الأعظم للأشخاص ذوي الإعاقة ، وتخصيص 1٪ من الميزانية للأشخاص ذوي الإعاقة وكبار السن واتجاهات الإعاقة الناشئة الأخرى والمخاوف المتعلقة بها؛
3. تعزيز اللجان الإقليمية لرعاية الأشخاص ذوي الإعاقة باعتبارها هيكلاً للتشاور والتنسيق من خلال تقديم المساعدة الفنية وزيادة الموارد للارتباط بوحدات الحكومة المحلية؛
4. تكثيف الدعوة لدعم البرامج الخاصة بالأشخاص ذوي الإعاقة وغيرها من المسائل المتعلقة بالإعاقة، مثل التعليم أو تنمية المهارات أو التدريب على تكنولوجيا المعلومات والاتصالات؛
5. يقوم برصد وتقييم تنفيذ الالتزامات الوطنية والدولية بشأن الإعاقة بالتشاور مع المنظمات الحكومية المعنية والمنظمات غير الحكومية والمنظمات الشعبية ووحدات الحكومة المحلية؛
6. تعزيز قاعدة البيانات المتعلقة بالإعاقة لصياغة السياسات وتطوير البرامج.
7. يجري مراجعة السياسات وحوارات التشاور مع مختلف أصحاب المصلحة وأصحاب الحقوق ومسؤولي الواجبات استعدادًا للمشاركة في اتفاقية الأمم المتحدة لحقوق الأشخاص ذوي الإعاقة .

## الوكالات/الشركاء التابعين للوكالات غير الحكومية الوطنية والدولية
- الألعاب الأولمبية الفلبينية للكريكيت - تتعاون هذه المنظمة مع الرابطة الوطنية للكريكيت. وتهدف إلى التنسيق مع مختلف الجهات لإعداد المشاركين للمنافسة في الألعاب الأولمبية الدولية للكريكيت.
- مركز آسيا والمحيط الهادئ للإعاقة - NCDA هو أحد المنظمات المحورية لـ APCD.
- جمعية التوحد الفلبينية - ASP هي منظمة غير حكومية شعبية، تمثل الأفراد المصابين بالتوحد والأسر التي ترعاهم في اللجان الفرعية المختلفة التابعة لـ NCDA ومجلس إدارة NCDA.
- الوصول الرقمي لأنظمة المعلومات - NCDA هي إحدى المنظمات الأعضاء في اتحاد DAISY.
- منظمة هانديكاب الدولية الفلبينية – NCDA هي أحد شركاء منظمة هانديكاب الدولية، وهي وكالة تمويل.
- يقدم معهد مانيلا المسيحي للحاسب الآلي لمؤسسة الصم – MCCID التدريب ويدعم برامج أخرى تابعة لـ NCDA من خلال اللجنة الفرعية المعنية بتكنولوجيا المعلومات والاتصالات.
- نظام التعلم الإلكتروني المُيسّر التابع للهيئة الوطنية للإعاقة (NCDA) - أُطلق في ديسمبر 2023، ويُعدّ هذا النظام المجاني عبر الإنترنت حول الإعاقة وسيلةً ممتازةً للتعرف على التحديات التي يواجهها الأشخاص ذوو الإعاقة وكيفية بناء مجتمع أكثر شمولاً. تتنوع الدورات المتاحة بين التوعية بالإعاقة وآدابها، ووحدات التسهيلات والدعم.
- مؤسسة نوفا للأشخاص ذوي القدرات المختلفة - ترأس مؤسسة نوفا اللجنة الفرعية التابعة للهيئة الوطنية للأشخاص ذوي القدرات المختلفة المعنية بتكنولوجيا المعلومات والاتصالات.
- مجموعة إمكانية الوصول إلى الويب في الفلبين - تتولى NCDA الإشراف المباشر على أنشطة PWAG ومراقبتها.
- Vision Office Limited، كندا – يقوم Vision Office بإجراء تدريبات لـ NCDA.

## روابط خارجية
- National Council on Disability Affairs official website
- NCDA as attached agency of the Department of Social Welfare and Development
- Asia-Pacific Center for Disability Country Profile for Status of Persons with Disabilities in the Philippines
- Executive Summary of Commission on Audit (Philippines) for NCWDP